# Edificio en la rúa Riachuelo 933
El Edificio en la rúa Riachuelo N° 933 es un edificio histórico ubicado en el centro histórico de la ciudad de Porto Alegre, Brasil. Es uno de los remanentes de la arquitectura residencial de las últimas décadas del siglo XIX que conserva su integridad y es un ejemplar representativo de la arquitectura colonial con fachada ecléctica de la ciudad. Fue declarado como patrimonio histórico en 1997.